# Светско првенство у атлетици у дворани 2024 — 3.000 метара за жене
Трка на 3.000 метара у женској конкуренцији на 19. Светском првенству у атлетици у дворани 2024. одржана је 2. марта у Комонвелт Арени у Глазгову.

## Земље учеснице
Учествовало је 16 такмичарки из 10 земаља.
| 1. Аустралија (1) 2. Етиопија (3) 3. Ирска (1) 4. Италија (1) 5. Јапан (1) | 1. Кенија (2) 2. Руанда (1) 3. САД (2) 4. Уједињено Краљевство (2) 5. Шпанија (2) |

## Освајачи медаља
| Освајачи медаља         |             |                 |  |  |  |  |
|                         |             |                 |  |  |  |  |
|                         |             |                 |  |  |  |  |
|                         |             |                 |  |  |  |  |
| Elle Purrier St. Pierre | Гудаф Цегај | Беатрис Чепкоеч |  |  |  |  |
| САД                     | Етиопија    | Кенија          |  |  |  |  |

## Рекорди пре почетка Светског првенства 2024.
Рекорди у трци на 3.000 метара за жене пре почетка светског првенства 1. марта 2024. године:
| Рекорди пре почетка Светског првенства 2024.     | Рекорди пре почетка Светског првенства 2024. | Рекорди пре почетка Светског првенства 2024. | Рекорди пре почетка Светског првенства 2024. | Рекорди пре почетка Светског првенства 2024. | Рекорди пре почетка Светског првенства 2024. |
| ------------------------------------------------ | -------------------------------------------- | -------------------------------------------- | -------------------------------------------- | -------------------------------------------- | -------------------------------------------- |
| Светски рекорд                                   | Гензебе Дибаба                               | Етиопија                                     | 8:16,60                                      | Стокхолм, Шведска                            | 6. фебруар 2014.                             |
| Рекорд светских првенстава                       | Ели ван Хулст                                | Холандија                                    | 8:33,82                                      | Будимпешта, Мађарска                         | 4. март 1989.                                |
| Најбољи резултат сезоне                          | Гудаф Цегај                                  | Етиопија                                     | 8:17,11                                      | Лијевен, Француска                           | 10. фебруар 2024.                            |
| Афрички рекорд                                   | Гензебе Дибаба                               | Етиопија                                     | 8:16,60                                      | Стокхолм, Шведска                            | 6. фебруар 2014.                             |
| Азијски рекорд                                   | Винфред Мутиле Јави                          | Бахреин                                      | 8:39,64                                      | Val-de-Reuil, Француска                      | 14. фебруар 2020.                            |
| Северноамерички рекорд                           | Алиша Монсон                                 | САД                                          | 8:25,05                                      | Њујорк, САД                                  | 11. фебруар 2023.                            |
| Јужноамерички рекорд                             | Федра Алдана Луна                            | Аргентина                                    | 8:57,59                                      | Сабадељ, Шпанија                             | 4. фебруар 2023.                             |
| Европски рекорд                                  | Лора Мјур                                    | Велика Британија                             | 8:26,41                                      | Карлсруе, Немачка                            | 4. фебруар 2017.                             |
| Океанијски рекорд                                | Џесика Хал                                   | Аустралија                                   | 8:24,93                                      | Бостон, САД                                  | 4. фебруар 2024.                             |
| Рекорди после завршеног Светског првенства 2024. |                                              |                                              |                                              |                                              |                                              |
| Рекорд светских првенстава                       | Elle ST. PIERRE                              | САД                                          | 8:20,87                                      | Глазгов, Уједињено Краљевство                | 2. март 2024.                                |
| Океанијски рекорд                                | Џесика Хал                                   | Аустралија                                   | 8:24,39                                      | Глазгов, Уједињено Краљевство                | 2. март 2024.                                |
| Азијски рекорд                                   | Нозоми Танака                                | Јапан                                        | 8:36,03                                      | Глазгов, Уједињено Краљевство                | 2. март 2024.                                |

### Најбољи резултати у 2024. години
Десет најбољих атлетичарки на 3.000 метара у дворани пре почетка првенства (1. марта 2024) имале су следећи пласман.
| 1. | Гудаф Цегај      | Етиопија             | 8:17,11 | 10. фебруар |
| 2. | Џесика Хал       | Аустралија           | 8:24,93 | 4. фебруар  |
| 3. | Elle ST. PIERRE  | САД                  | 8:25,25 | 4. фебруар  |
| 4. | Хирут Мешеша     | Етиопија             | 8:28,46 | 3. фебруар  |
| 5. | Беатрис Чепкоеч  | Кенија               | 8:30,87 | 10. фебруар |
| 6. | Лора Мјур        | Уједињено Краљевство | 8:31,45 | 11. фебруар |
| 7. | Мелкант Вуду     | Етиопија             | 8:32,02 | 11. фебруар |
| 8. | Медина Еиса      | Етиопија             | 8:32,35 | 4. фебруар  |
| 9. | Senayet Getachew | Етиопија             | 8:32,49 | 4. фебруар  |
| 10 | Aynadis Mebratu  | Етиопија             | 8:33,01 | 4. фебруар  |

Такмичарке чија су имена подебљана учествовале су на СП 2024.

## Квалификационе норме
| Дворана | Отворено                   |
| ------- | -------------------------- |
| 8:37,00 | 8:27,00 (14:32,00 5.000 м) |

## Сатница
| Датум         | Време | Ниво   |
| ------------- | ----- | ------ |
| 2. март 2024. | 20:15 | Финале |

## Резултати

### Финале
Финале је одржано 2. марта 2024. у 20:15.,,
| Место | Атлетичарка          | Земља                | ЛР      | ЛРС     | Резултат | Белешка     |
| ----- | -------------------- | -------------------- | ------- | ------- | -------- | ----------- |
|       | Elle ST. PIERRE      | САД                  | 8:25,25 | 8:25,25 | 8:20,87  | РСП, ЛР     |
|       | Гудаф Цегај          | Етиопија             | 8:16,69 | 8:17,11 | 8:21,13  |             |
|       | Беатрис Чепкоеч      | Кенија               | 8:30,87 | 8:30,87 | 8:22,68  | НР, ЛР      |
| 4.    | Џесика Хал           | Аустралија           | 8:24,93 | 8:24,93 | 8:24,39  | ОР, НР, ЛР  |
| 5.    | Лора Мјур            | Уједињено Краљевство | 8:26,41 | 8:31,45 | 8:29,76  | ЛРС         |
| 6.    | Лемлем Хаилу         | Етиопија             | 8:29,28 |         | 8:30,36  | ЛРС         |
| 7.    | Хирут Мешеша         | Етиопија             | 8:28,46 | 8:28,46 | 8:34,61  |             |
| 8.    | Нозоми Танака        | Јапан                | 8:40,05 | 8:40,05 | 8:36,03  | АЗР, НР, ЛР |
| 9.    | Тереза Мутони Гатери | Кенија               | 8:36,64 |         | 8:38,96  | ЛРС         |
| 10.   | Марта Перез          | Шпанија              | 8:38,34 | 8:38,34 | 8:40,34  |             |
| 11.   | Џозет Ендруз         | САД                  | 8:37,91 | 9:03,10 | 8:41,93  | ЛРС         |
| 12.   | Хана Натал           | Уједињено Краљевство | 8:45,61 | 8:45,61 | 8:48,24  |             |
| 13.   | Лудовика Кавали      | Италија              | 8:44,40 | 8:47,76 | 8:48,46  |             |
| 14.   | Агуеда Маркуес       | Шпанија              | 8:46,24 | 8:46,24 | 8:48,57  |             |
| 15.   | Роизин Фланаган      | Ирска                | 8:53,50 | 8:58,04 | 8:53,02  | ЛР          |
| 16.   | Емелине Манизабајо   | Руанда               |         |         | 9:28,58  | ЛР          |

### Пролазна времена
| Дистанца | Атлетичарка     | Земља    | Време   |
| -------- | --------------- | -------- | ------- |
| 500 м    | Беатрис Чепкоеч | Кенија   | 1:21,91 |
| 1.000 м  | Беатрис Чепкоеч | Кенија   | 2:48,83 |
| 1.500 м  | Гудаф Цегај     | Етиопија | 2:48,83 |
| 2.000 м  | Гудаф Цегај     | Етиопија | 5:35,78 |
| 2.500 м  | Гудаф Цегај     | Етиопија | 7:01,13 |